# Transports en Guinée
 (mars 2024).

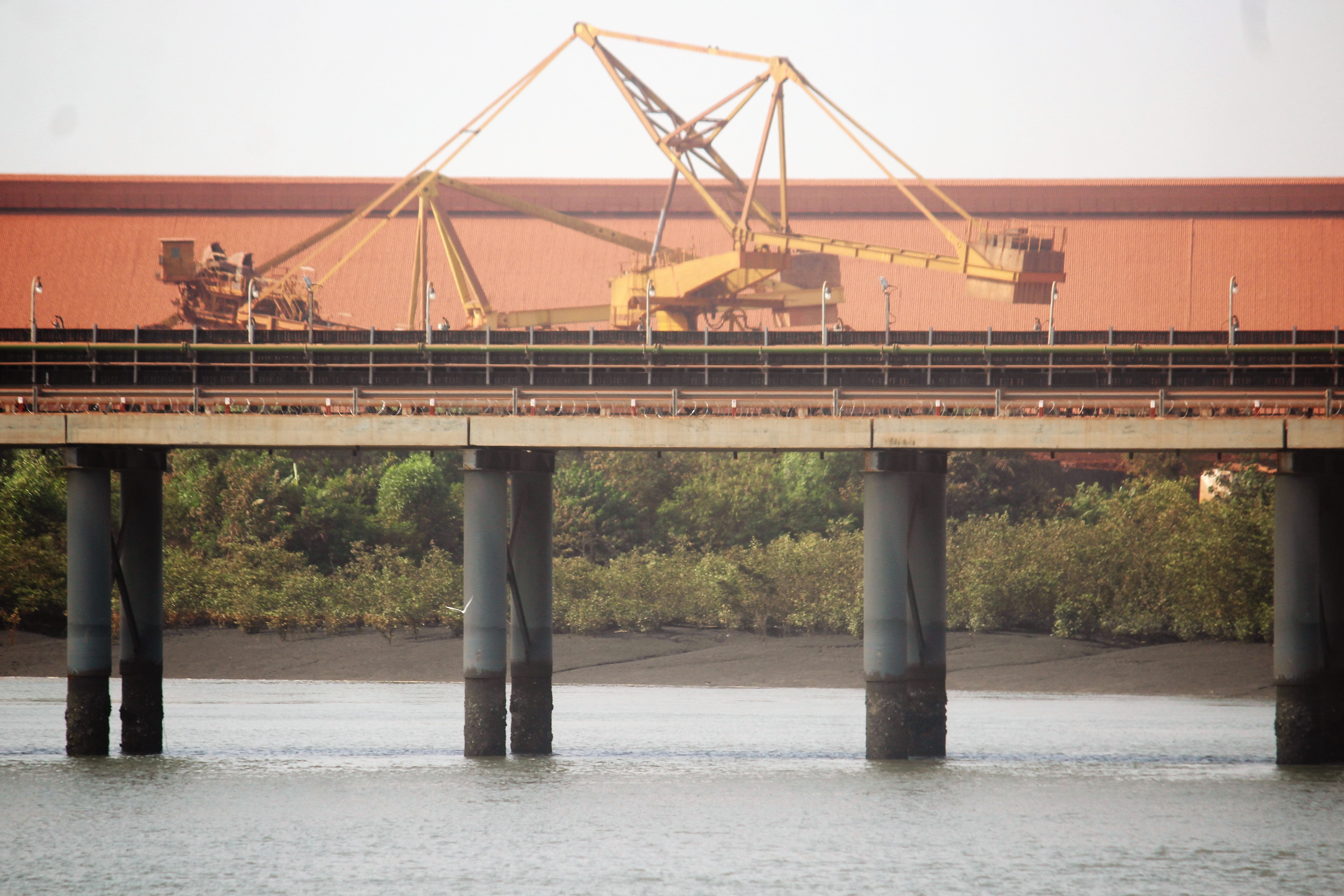
Tapis de transport de bauxite à Kamsar

Le transport en Guinée est composé d'une variété de systèmes que les habitants du pays utilisent pour se déplacer vers des destinations nationales et internationales.

## Transport terrestre

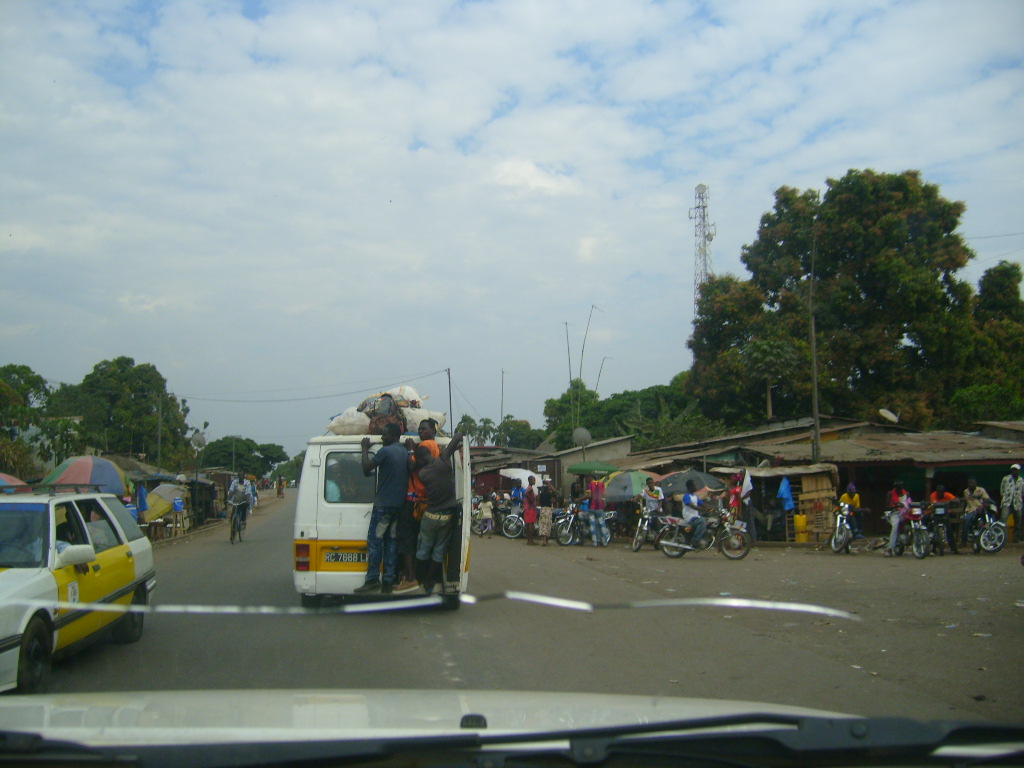
Trois hommes s'agrippent à l'arrière d'un mabana en mouvement, Guinée, 2014.

Les habitants, presque entièrement dépourvus de leurs propres véhicules, comptent sur des taxis qui facturent par siège et des bus pour le trafic à Conakry et d'autres à travers le pays.
Les chevaux et les ânes tirent des charrettes, principalement pour transporter des matériaux de construction en Haute-Guinée et au Nord-Ouest du pays à Koundara avec la frontière avec le Sénégal.

## Transport maritime

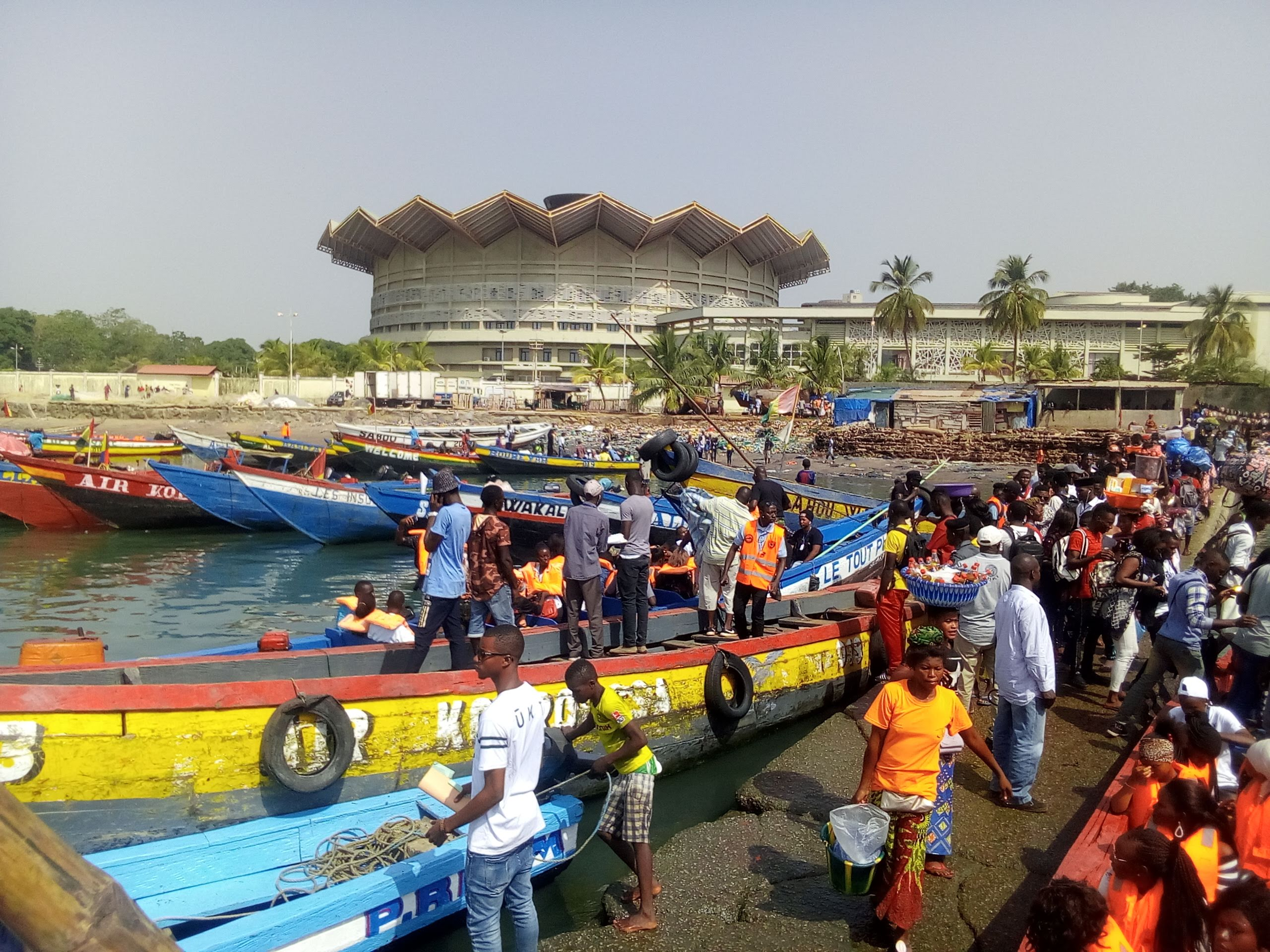
Port de Boulbinet

Il y a un trafic fluvial sur les fleuves partout ou la nécessité s'impose notamment entre les îles de Loos et Conakry, ou ceux du nord du pays sur le Niger et Milo.

### Voie navigables

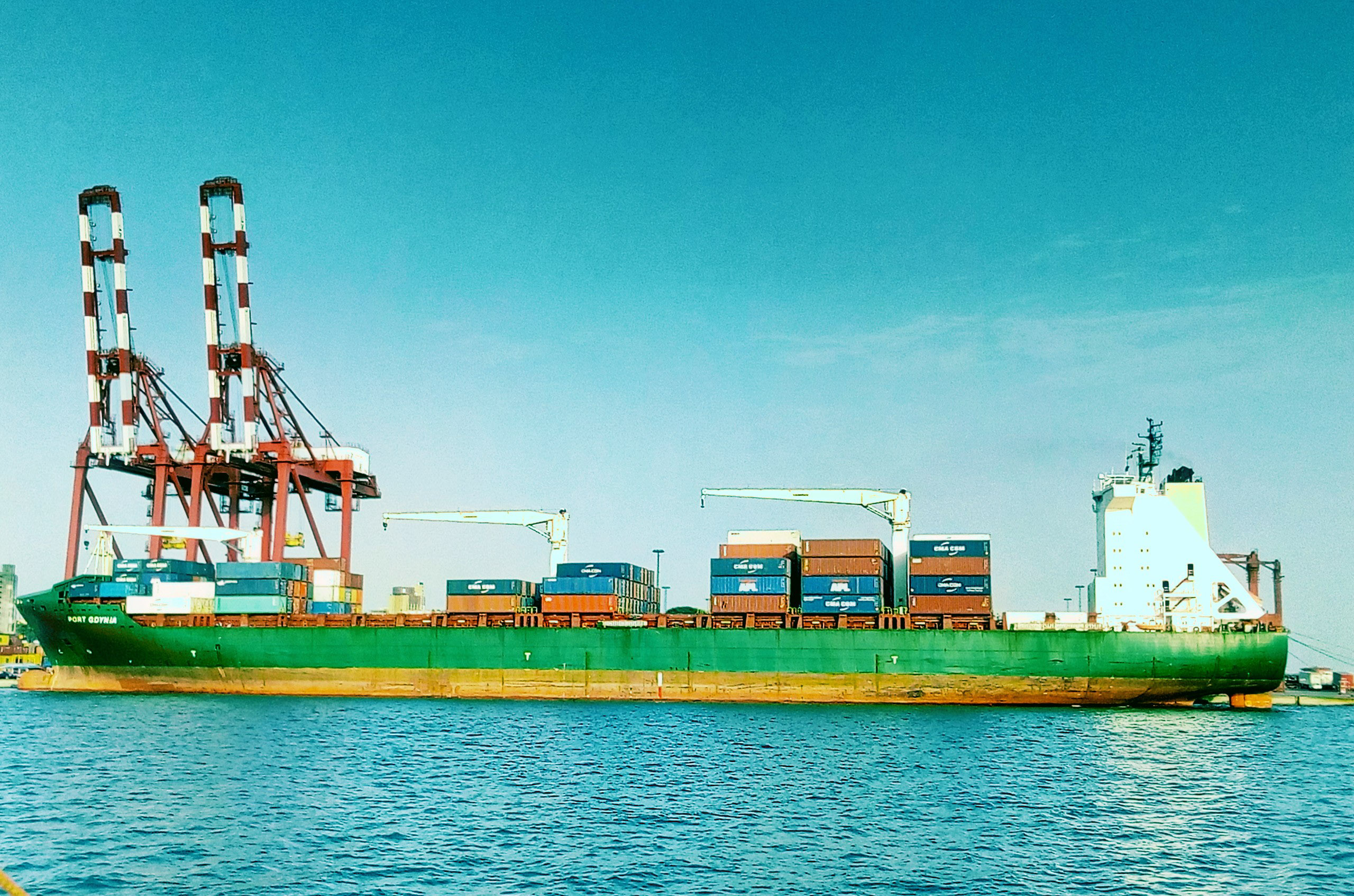
Port autonome de Conakry

1 295 km de voies navigables par des embarcations indigènes peu profondes.

### Ports et havres
Il existe des ports à Forécariah, Boké, Conakry et Kamsar.

## Transport aérien

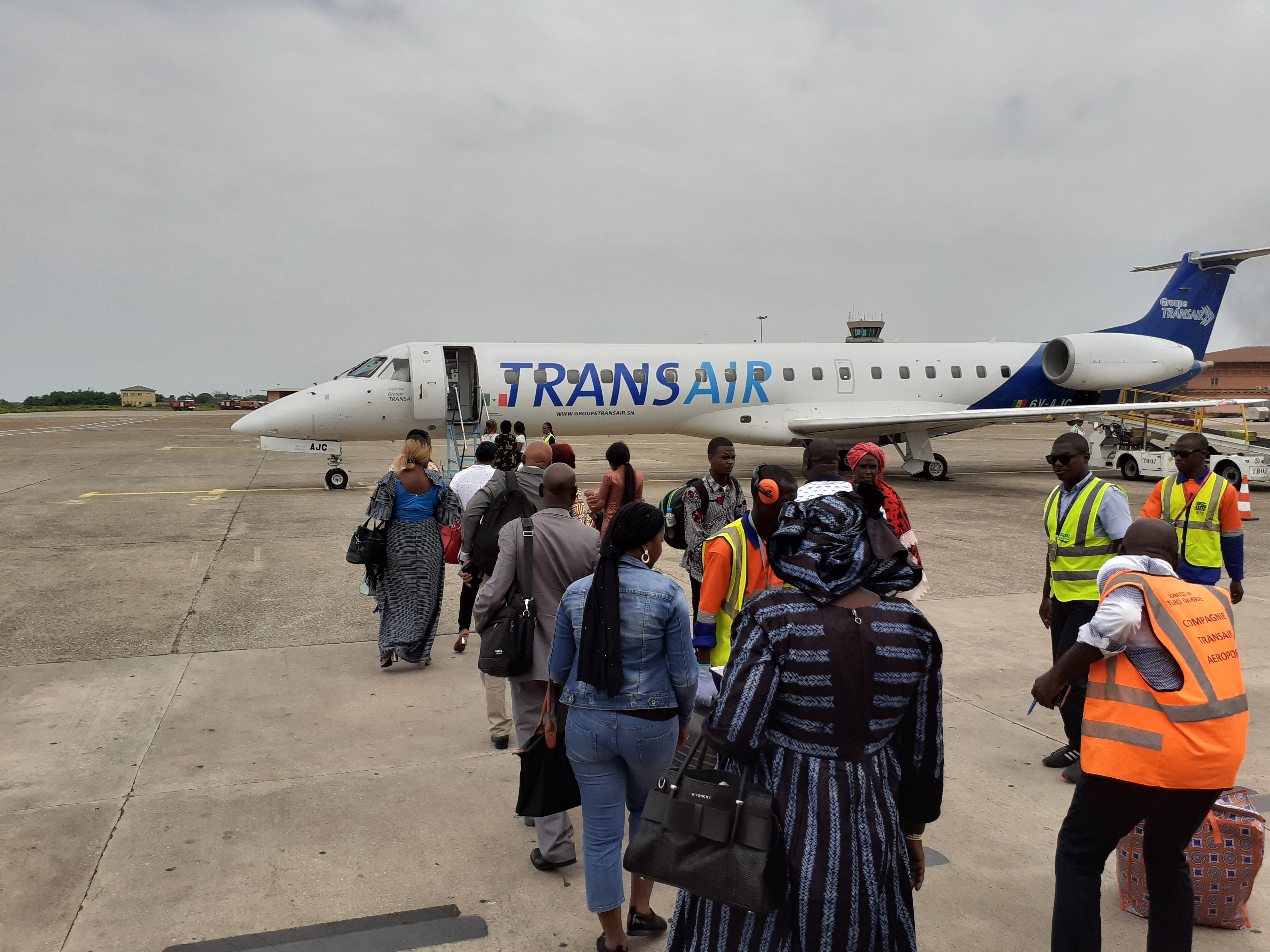
Aéroport de Conakry.

L'aéroport international Ahmed Sékou Touré, situé au nord-est de Conakry, est le plus grand aéroport du pays. Plusieurs compagnies africaines et internationales y assurent des vols vers d'autres capitales africaines et européennes. Son code IATA est CKY.
Le pays compte quatorze aérodromes situés à Beyla, Faranah, Fria, Kankan, Kawass (Kamsar), Macenta, N'zérékoré, Sambailo (Koundara), Sangarédi, Siguiri, Tata (Labé), Gbenko (Kérouané), Baralande (Boké) et Kissidougou.

## Les chemins de fer

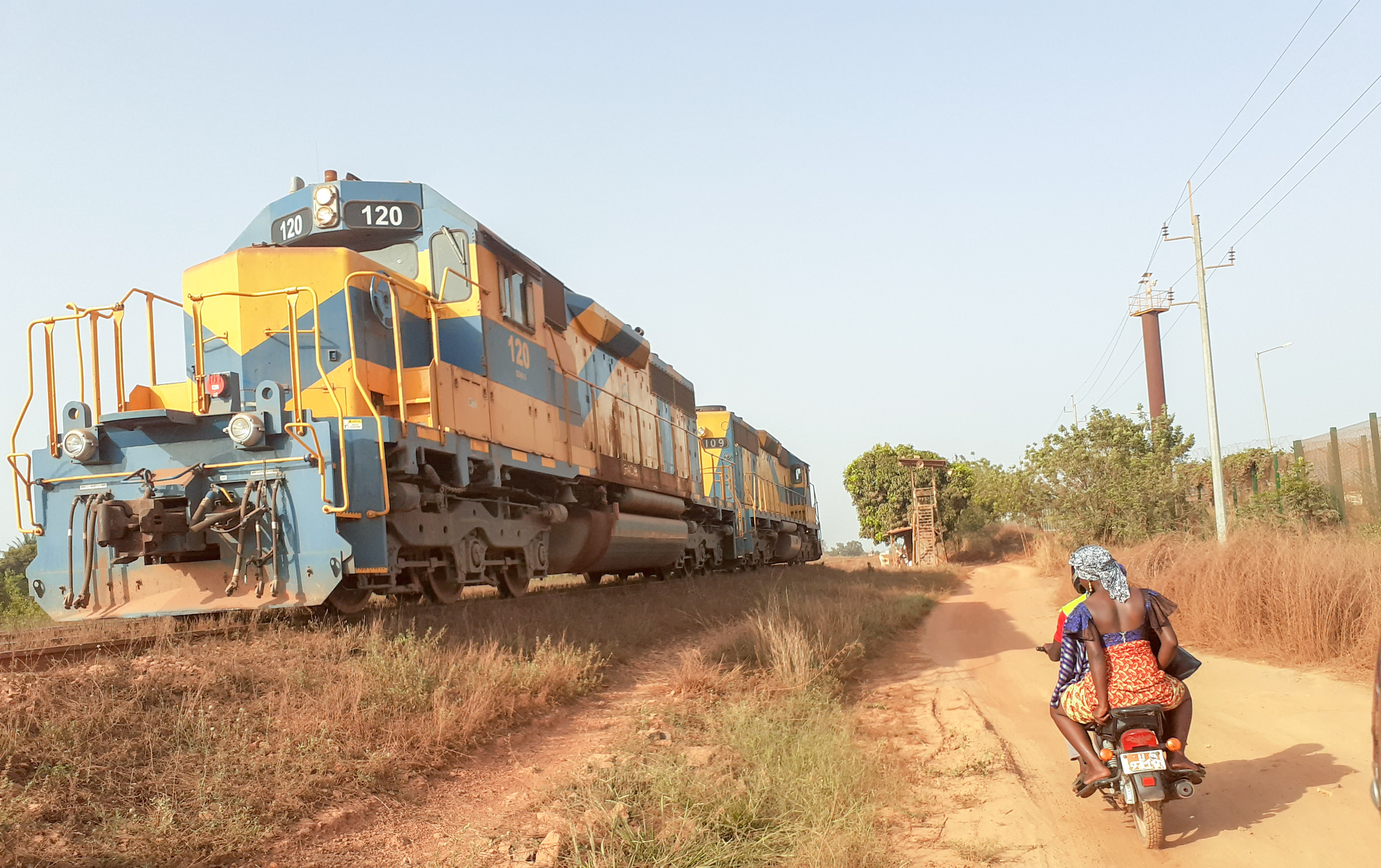
Train de la CBG

Les chemins de fer en Guinée sont dominés par les lignes de chemin de fer de Conakry à Kankan qui a cessé ses activités au milieu des années 1980.
L'extraction de fer à Simandou (sud) dans le sud-est à partir de 2007 et à Kalia à l'est entraînera probablement la construction d'un nouveau chemin de fer à écartement standard et d'un nouveau port en eau profonde. L'extraction de fer à Simandou (Nord) sera chargée dans un nouveau port près de Buchanan, au Libéria, en échange de laquelle la réhabilitation de la ligne Conakry à Kankan aura lieu.
Les lignes ne se connectent pas toutes.

### Villes desservies par le rail

#### Projet de chemin de fer trans-guinéen du Nord
Ce chemin de fer à voie standard de 135 km relie les mines de bauxite de Boffa à un nouveau port à Boké, deux endroits au nord de la Guinée.
Une coentreprise a déjà lancé le projet Boffa - Boké de 3 milliards de dollars américains, une ligne de 135 km reliant le terminal de la rivière Dapilon aux nouvelles zones minières de Santou II et Houda,.

#### Ligne nord
Cette ligne a un écartement de 1,435 mm (voie normale) et porte environ 12 000 000 tonnes par an.
- Port Kamsar
- Boké
- Traversée avec la ligne BB proposée. Les deux jauge de 1435 mm. Par pont ou par passage à niveau.
- Rail Sangarédi - mine de bauxite

#### Ligne centrale
Cette ligne métrique suit une direction nord-ouest.
- Conakry - capitale et port.
- Dubréka
- Fria - mine de bauxite

#### Ligne sud
La ligne sud est à écartement métrique et une conversion en voie normale a été proposée
- Conakry - capitale et port.
- Kindia - capitale provinciale.
- Kolente
- Konkouré - plusieurs km au nord de la voie ferrée
- Mamou - capitale de la province
- Kégnéko
- Dabola - jonction et rupture de jauge
- Bissikrima
- Cisséla -
- Kouroussa - pont sur le fleuve Niger
- Kankan - terminus et capitale provinciale.

Cette ligne est 1,435 mm.
- Dabola - jonction et rupture de jauge
- Tougué - bauxite [5]

#### Ligne sud-ouest
Cette ligne est à voie normale et est parallèle à la ligne sud.
- Conakry - capitale et port. Carte ferroviaire (points rouges) Carte ferroviaire (lignes grises)
- Kindia - mine de bauxite.

#### Projet de chemin de fer trans-guinéen du sud
Le projet de chemin de fer trans-guinéen du sud est d'environ 650 km de long et serait à écartement standard. Il va des mines de minerai de fer au Sud-Est et des mines de bauxite au nord à un nouveau port à Matakong .
- Matakong - Port en eau profonde
- Forécariah
- Madina Woula - gare de chemin
- Bambafouga - jonction
- Marela - gare de chemin
- Faranah
- Tiro
- Kissidougou - gare de chemin
- Macenta
- Koule
- Nzerekore
- Lola
- Gisement de fer de Simandou près de Diéké
- Nimba - minerai de fer
- Pontiola - bauxite
- Tougué - terminus de branche - bauxite

### Chronologie

#### 2008
- Juillet 2008 - vacille sur les baux de Simandou [7]
- quatre locomotives ex-croates rénovées et regaugées en Russie [8]

#### 1994
- Progression [9]

### Statistiques
- Longueur

## Les autoroutes
La Guinée compte deux autoroutes, l'Autoroute Fidel Castro et la Route Le Prince
La route côtière trans-ouest africaine traverse la Guinée, la reliant à Bissau capitale de la Guinée-Bissau et continue en Sierra Leone et au Libéria. Cet axe routier traverse un total de 13 autres pays de la Communauté économique des États de l'Afrique de l'Ouest (CEDEAO).

## Voir également
- Économie de la Guinée